# Tatyana Lesovaya
Tatyana Lesovaya (née le 24 avril 1956 à Taldykourgan) est une athlète kazakhe spécialiste du lancer du disque. Elle a remporté, pour l'Union soviétique, la médaille de bronze aux Jeux olympiques d'été de 1980 à Moscou.

## Biographie

### Palmarès
| Date | Compétition     | Lieu   | Résultat | Performance |
| ---- | --------------- | ------ | -------- | ----------- |
| 1980 | Jeux olympiques | Moscou | 3e       | 67,40 m     |

### Records
| Épreuve          | Performance | Lieu   | Date              |
| ---------------- | ----------- | ------ | ----------------- |
| Lancer du disque | 68,18 m     | Almaty | 23 septembre 1982 |